# The Underground EP
Albums de D12
Devil's Night
(2001)
The Underground EP est un EP de D12, non commercialisé.
Il contient des titres réalisés entre 1997 et 1999 et désignés collectivement sous ce nom mais les morceaux circulent en bootlegs et sur Internet. On note la présence de Bugz (membre du groupe assassiné en 1999) et trois apparitions d'Eminem. Par contre, Swifty McVay n'apparaît pas car il ne faisait pas encore partie du groupe à l'époque. Les morceaux ont été produits par Kon Artis et DJ Head.

## Liste des titres
| 1.    | 6 Reasons              | Bizarre, Bugz, Kon Artis, Kuniva, Proof | 4:18 |
| 2.    | Art Of War             | Bizarre, Bugz, Kon Artis, Kuniva, Proof | 5:24 |
| 3.    | Derelict Theme         | Bizarre, Kon Artis, Kuniva              | 4:31 |
| 4.    | Chance To Advance      | Bizarre, Eminem, Eye-Kyu, Proof         | 5:12 |
| 5.    | Activity As Phuctivity | Bizarre, Bugz, Kon Artis, Kuniva, Proof | 6:05 |
| 6.    | Filthy                 | Bizarre, Eminem, Kon Artis, Proof       | 3:17 |
| 7.    | Fuck Battlin           | Bizarre, Bugz, Kon Artis, Kuniva, Proof | 5:57 |
| 8.    | Cock And Squeeze       | Bugz, Kon Artis, Proof                  | 5:05 |
| 9.    | Bring Our Boys         | Bizarre, Eminem, Eye-Kyu, Proof         | 4:35 |
| 10.   | Bad News               | Kon Artis, Kuniva                       | 4:09 |
| 48:33 |                        |                                         |      |